# 小塚Gothic
小塚Gothic（又称小塚黑体、小塚哥特体、Kozuka Gothic），由小塚昌彦领导制作，由Adobe制作的日文OpenType格式的黑体。在Adobe Reader等Adobe软件中附带，支持Pr6N标准的字形。

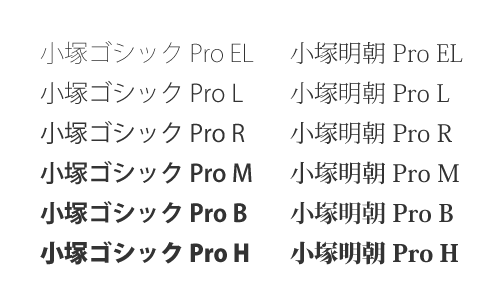
字体样张

## 版本

### Std
- 支持Adobe-Japan1-3。包括9354个字形。

### Pro
- 支持Adobe-Japan1-4。包括15444个字形。

### Pr6N
- 支持Adobe-Japan1-6、JIS2004标准、IVS。包括23058个字形。

## 脚注
1. ↑  通用电子版本不支持。